# Plankebøf
Plankebøf er en madret, hvis oprindelse er fra det traditionelle ungarske køkken, hvor den på ungarsk hedder fatányéros. Retten fandtes på menuen allerede år 1900 på den berømte restaurant Gundels forgænger i Budapest, hvor den blev serveret på en træplanke.
Den oprindelige ret er en grillret og består af blandet kød, på ungarsk kaldet pecsenye, der serveres på en træplanke omgivet af garniture, som regel bagt kartoffelmos, der også kaldes for Pommes Duchesse.
I Danmark består en plankebøf som oftest af en hakkebøf serveret på en træplanke med kartoffelmos og grønsager.